# 布萊克羅克 (新墨西哥州)
布萊克羅克（英語：Black Rock）是位於美國新墨西哥州麥金萊縣的普查規定居民點。

## 人口
根據2020年美國人口普查的數據，布萊克羅克的面積為4.66平方千米，當中陸地面積為4.52平方千米，而水域面積為0.14平方千米。當地共有人口1190人，而人口密度為每平方千米255.36人。